# Tugimaantee 21
De Tugimaantee 21 is een secundaire weg in Estland. De weg loopt van Rakvere naar Luige en is 69,6 kilometer lang. In Luige sluit de weg aan op de Tugimaantee 36 naar Mustvee.